# Bouhjar
Bouhjar (بوحجر) è una città costiera di 4.831 abitanti  nel Sahel tunisino nelle immediate vicinanze di Ksibet el-Médiouni, 12 chilometri a sud di Monastir.
Situato nel cuore del Sahel tunisino, la storia della città risale ai tempi dei romani per la sua vicinanza con la città di Lamta (l'antica Leptis Minor). Sono stati trovati dei mosaici nei campi di ulivi che circondano la città. 
Oggi Bouhjar divenne una città industriale orientata principalmente verso l'industria tessile.